# Gaffenberg
Der Gaffenberg ist eine 278,1 m ü. NHN hohe Erhebung der Heilbronner Berge in Heilbronn in Baden-Württemberg.
Auf seinem nach Nordosten auslaufenden Sporn liegt das Burgmal, der Überrest einer durch Wall und Graben gesicherten einstigen Höhenburg. Bekannt ist der Berg vor allem durch Europas größtes Waldheim für Kinderfreizeiten, dessen Gelände seit 1986 mit Ausnahme von 2008 Austragungsort des alljährlichen Gaffenberg-Festivals ist.

## Geographische Lage
Der Gaffenberg liegt in den Heilbronner Bergen im östlichen Stadtwald von Heilbronn – rund 3 km (Luftlinie) südöstlich der Innenstadt. Er ist Teil des Landschaftsschutzgebiets Galgenberg–Schweinsberg–Staufenberg. Östlich vorbei fließt der Köpferbach.

## Name
Die Herkunft des Namens Gaffenberg ist unklar. Das Gewann wurde erstmals 1724 urkundlich so genannt, zuvor wurde der Berg als Ausläufer des Schweinsbergs betrachtet und seine Flächen trugen die Flurnamen Burgmal und Hecken. Dass ein relativ kleines Flurstück dann gesondert benannt wurde, steht wohl in Zusammenhang mit einer besonderen Nutzung, möglicherweise mit dem Betrieb eines Steinbruchs. Der Begriff Gaffenberg leitet sich wohl ab entweder vom althochdeutschen Nomen kapf (‚Bergkuppe‘) oder vom neuhochdeutschen Verb gaffen (‚neugierig schauen‘, motiviert durch die Aussicht von der Höhe). Als Flurname kommt Gaffenberg nochmals im nahen Heilbronn-Frankenbach vor, sonst ist der Begriff in Württemberg als Berg- oder Flurname nicht vertreten, wohl aber etwa im hessischen Spessart.

## Waldheim für Kinderfreizeiten

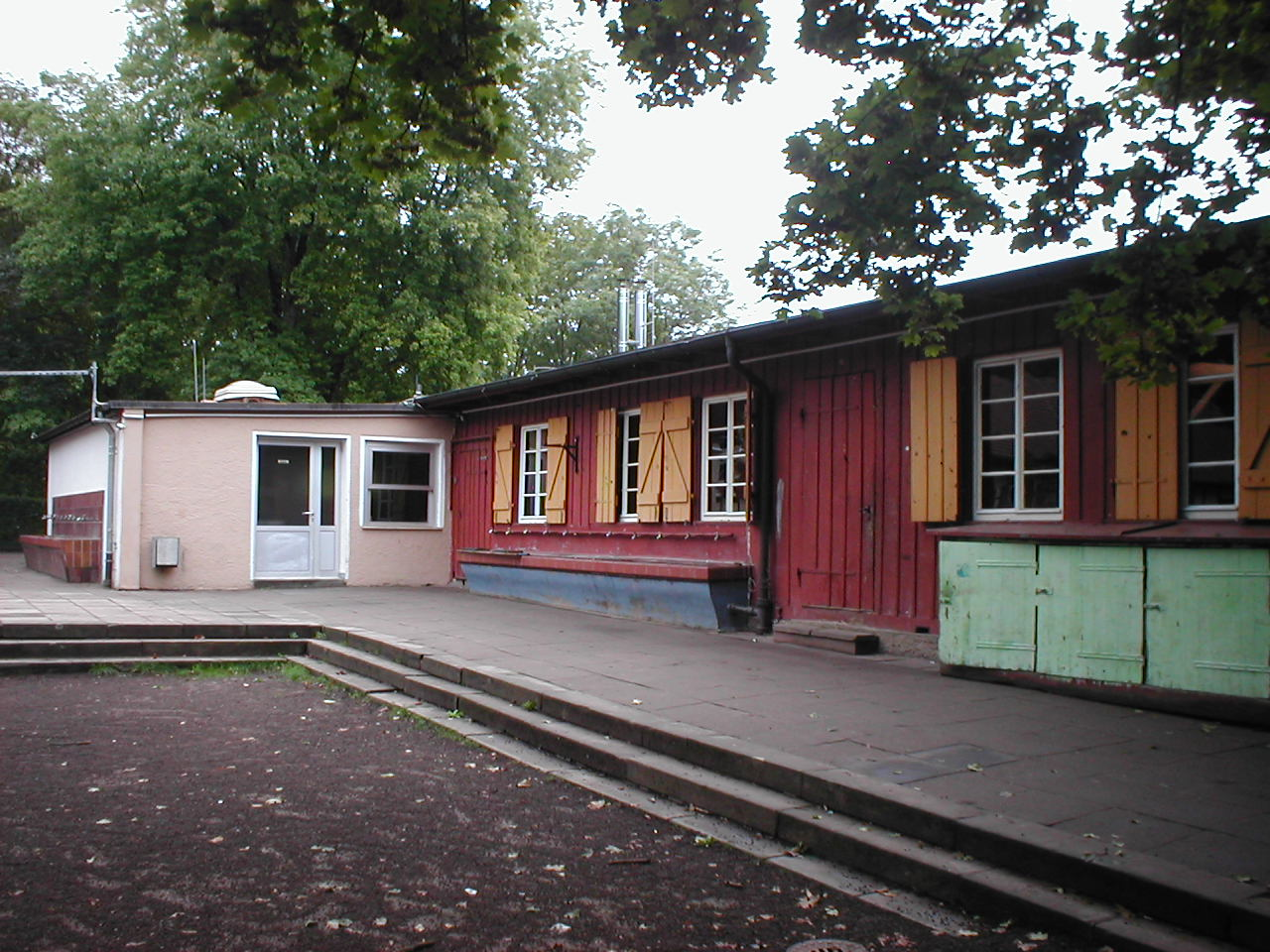
Halle mit Küchenanbau von 1927

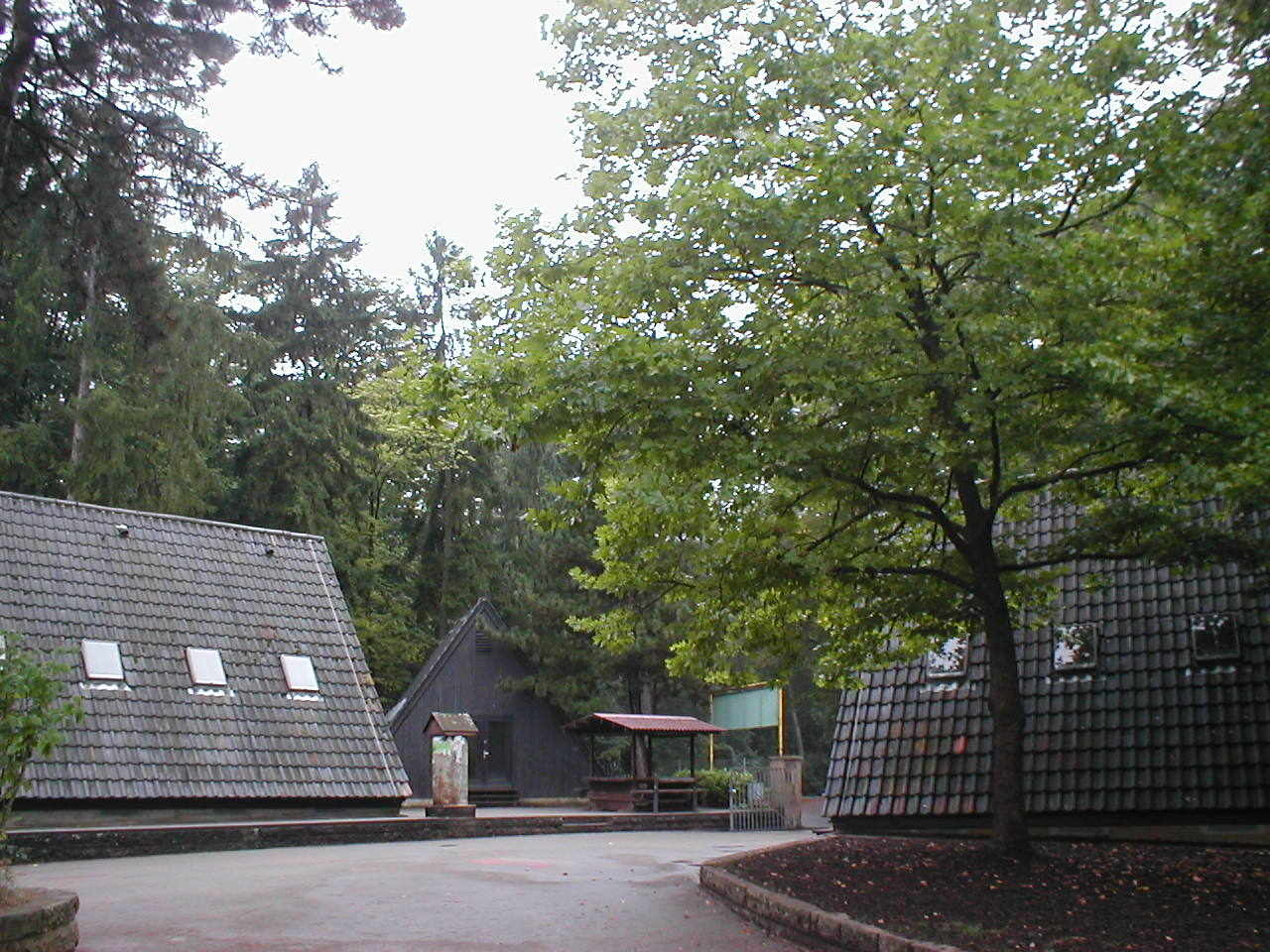
Häusergruppe Ho-Tschi-Minh von 1968

Auf dem Gaffenberg liegt Europas größtes Waldheim für Kinderfreizeiten. Dessen etwa 4 ha großes Gelände liegt etwa 200 m westlich des Köpfertals auf dem links begleitenden Hügelzug.
Die Kinderfreizeiten auf dem Gaffenberg gehen auf den Pfarrer Theodor Zimmermann (1893–1974) zurück, der nach dem Ersten Weltkrieg in den Stuttgarter Waldheimen erste Erfahrungen mit der Waldheim-Idee gesammelt hatte und ab 1922 in Heilbronn als Jugendpfarrer tätig war.
1925 erwarb der CVJM Heilbronn ein 37 Ar großes Gelände auf dem Gaffenberg, errichtete dort eine Halle mit Küchenanbau und veranstaltete 1927 unter der Leitung von Zimmermann die erste Sommerfreizeit für 200 Kinder. Die Hauptabsicht war damals und ist heute noch, Großstadtkindern eine Erholung am Stadtrand anzubieten. Zimmermann leitete die Freizeiten bis 1935, bevor er an eine andere Pfarrstelle berufen wurde. Ihm folgte der neue Jugendpfarrer Werner Reininghaus (1906–1983) nach.
1935 wurde das Gelände durch eine Grundstücksschenkung um 15 Ar vergrößert, der CVJM übertrug die gesamte Anlage im selben Jahr an die Evangelische Gesamtkirchengemeinde Heilbronn, um einer Beschlagnahme durch die Nationalsozialisten vorzubeugen. 1937 kaufte man 18 Ar weiteren Grund hinzu. 1938 wurde die ehemalige Bauhütte der Kilianskirche auf dem Gelände aufgeschlagen.
Bei Kriegsausbruch 1939 beschlagnahmte die NSDAP-Kreisleitung das inzwischen rund 70 Ar große Gelände. Sie sagte jedoch die weitere Verwendung für Kinderfreizeiten zu. Solche hielten während der Kriegsjahre verschiedene Pfarrer ab. Beim Kampf um Heilbronn im April 1945 wurde das Gelände beschädigt, anschließend von amerikanischen Truppen geplündert, die mit Küchengeräten und sonstigen Einrichtungsgegenständen das Lager Heilbronn ausstatteten.
Nach Kriegsende hielt man in der früheren Bauhütte – die seitdem Waldkirche heißt – Waldgottesdienste ab, weil die Kirchen der Heilbronner Innenstadt zerstört waren. Trotz der schweren Kriegsfolgen fand bereits 1945 auch wieder eine Kinder-Sommerfreizeit statt. 1946 wurde das Gelände wiederhergestellt und es entstanden weitere Gebäude, u. a. auch die erste Bühne. 1950 hatte das Gelände dann Strom- und Wasseranschluss. 1953 wuchs das Gelände ein weiteres Mal durch einen Zukauf in der Nachbarschaft. Es war diesmal das 81 Ar große KdF-Grundstück, einst dem Deutschnationalen Handlungsgehilfen-Verband gehörend und später von diesem an die Organisation Kraft durch Freude gelangt. In der Zeit bis 1960 nahmen dann an den Freizeiten bis zu 1000 Kinder teil.
Seit 1956 gibt es jährlich wechselnd die Köpferfestspiele oder die Soiree; Theater- oder Tanzvorführungen der ehrenamtlichen Betreuer.
1959 pachtete man weitere Fläche von der Stadt Heilbronn zu. 1962 wurde das Gelände teilweise terrassiert, bis 1966 konnten – durch zwei zeitlich versetzte Freizeiten – insgesamt über 1800 Kinder teilnehmen. 1968 wurden die Holzhäuser Ho, Tschi und Minh errichtet und die bisherige hölzerne Bühne wich einer massiven Bühne aus Stein, die Zuschauerplätze liegen auf Terrassen.
1970 pachtete man zwei weitere Waldflächen von der Stadt Heilbronn und erwarb weiteren Grund. Desgleichen im Jahre 1973, damals wurden auch Bühne und Zuschauerplätze mit einem Zelt überdacht, dessen Gestalt der des Münchner Olympiastadions nachempfunden war; 1991 ersetzte ein weißes Zelt in der alten Form die zuvor orangefarbene Bedachung. 1976 stand dann der sogenannte Neubau, und es gründete sich der Förderverein der Kinderfreizeiten. Auf dem zuletzt erworbenen Gelände errichtete man 1977 einen Verwaltungs- und Wohnkomplex; die Stadt Heilbronn schoss 40 % der Bausumme zu, zugunsten des Mehrzweckbaus wurden 638.000 DM gewährt. 1994 gab es einen weiteren Geländezukauf.
Da jahrelang nichts zum Erhalt der Gebäude getan wurde, gab es in der Anlage um 2010 großen Sanierungsbedarf. Die Heilbronner Bürgerstiftung setzt sich mit einer groß angelegten Spendenkampagne für die Sanierung des Waldheims ein. Unter dem Motto SOS Gaffenberg – Rettet den Gaffenberg für unsere Kinder wurden dabei von März bis Ende Juli 2011 insgesamt 862.000 Euro eingeworben. Als Startkapital gab die Bürgerstiftung aus eigenen Mitteln einen Grundstock in Höhe von 100.000 Euro. Diesen konnte die Bürgerstiftung in Kooperation mit der regionalen Tageszeitung Heilbronner Stimme einwerben. Teil der Fundraising-Aktion waren unter anderem ein Benefizfußballspiel der Bayern München Allstars, ein Kinderfest der Service-Clubs und eine große Weinprobe durch die regionalen Weinbauern.
In den Jahren bis 2014 wurde die Anlage mit einem Gesamtaufwand von über 2 Mio. Euro umfassend saniert. Der größte Einzelposten war die Erneuerung der Membrandach sowie der Fundamente und Stützen des Zeltes, wofür 2013 über 500.000 Euro investiert wurden. Eine weitere bedeutende Maßnahme war die Umgestaltung des so genannten OT-Gebäudes, in dem während der Kinderfreizeiten die Betreuer untergebracht sind, und das sich künftig außerhalb der Freizeiten auch anderweitig nutzen lässt.
Auf dem Gaffenberg betreuen heute bei den Sommerfreizeiten jedes Jahr ungefähr 170 ehrenamtliche Helfer im Alter von 17 bis 30 Jahren etwa 2000 Kinder. Das Gelände kann außerhalb dieser Freizeiten gemietet werden, es finden deshalb dort auch andere Veranstaltungen statt.

## Gaffenberg-Festival

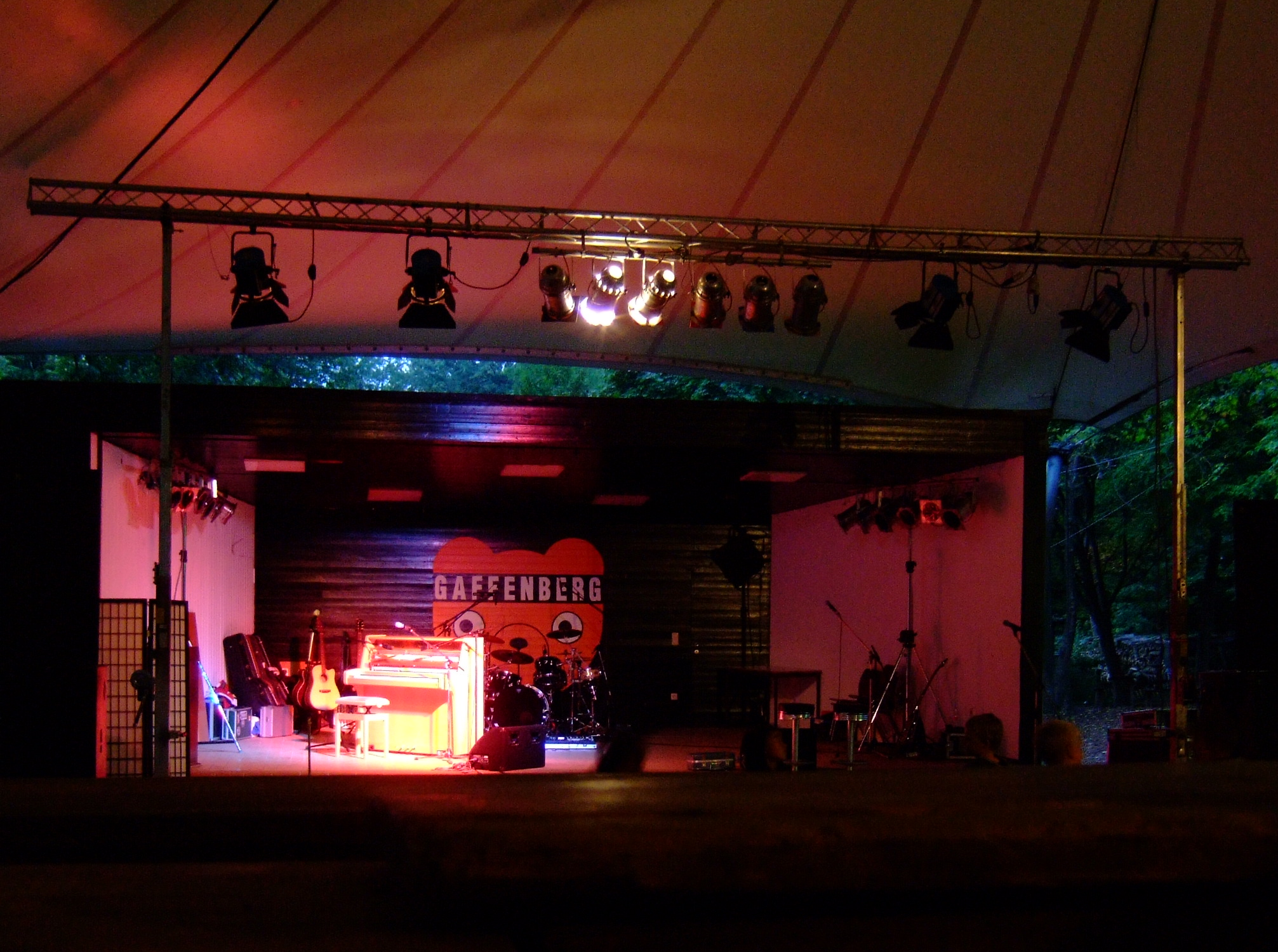
Gaffenberg-Bühne unter dem Großen Zelt

Anlässlich der 60. Kinderfreizeit im Jahr 1986 hielten die Betreuer der Freizeiten die Heilbronner Kulturtage ab und gründeten anschließend den Förderverein Heilbronner Kulturtage e.V., der in der Folgezeit weitere Veranstaltungen abhielt. Die jährliche Veranstaltung auf dem Gaffenberg heißt heute Gaffenberg Festival. Die ersten 19 Jahre hatte Harry Mergel die Leitung des Vereins inne. Mergel wurde 2005 Kultur- und Sozialbürgermeister von Heilbronn und gab die Leitung des Vereines an den Mitgründer Rudi Faul ab.
Das Festival hatte anfangs seinen Schwerpunkt auf regionalen Künstlern, 1988 präsentierte man mehrheitlich Künstler aus dem damaligen Ostblock. Seit 1990 verlagerte sich der Schwerpunkt auf internationale Stars sowie alpenländische Rock- und Popmusik neben Kleinkunst und Comedy jeglicher Art. 2005 hatte das Festival einen Etat von 630.000 Euro. Beim 20. Gaffenberg Festival 2006 zählte man 15.000 Besucher, die Künstler erhielten Gagen von insgesamt rund 300.000 Euro. Das 21. Festival 2007 fand in etwas kleinerem Rahmen statt, da nur noch drei anstelle von vier Zelten bespielt wurden. Es hatte rund 9.500 Besucher, der Künstler-Etat belief sich auf 255.000 Euro. Zu den 2007 aufgetretenen Künstlern zählen Procol Harum, Gianna Nannini, Martin Jondo, Juli, Killerpilze und Culcha Candela.
Wegen zu geringer Zuschauerzahlen im Vorjahr ließ man das Gaffenberg-Festival 2008 ausfallen. Seit dem Jahr 2009 findet das Festival in etwas kleinerem Maßstab wieder jährlich statt. 2010 wechselte das Festival für eine Saison in den Heilbronner Deutschhof, 2011 bezog es wieder den angestammten Platz auf dem Gaffenberg. 2013 wurden etwa 3500 Besucher an vier Abenden gezählt. Zu den auftretenden Künstlern des Jahres 2014 zählten BAP, Pete York und Christoph Sonntag. 2015 gastierten unter anderem Willy Astor, Hubert von Goisern und Gerhard Polt auf dem Gaffenberg. In der inzwischen bald 30-jährigen Festivalgeschichte sind über 500 meist namhafte Künstler auf dem Gaffenberg aufgetreten. Das bislang letzte Gaffenberg-Festival fand 2015 statt.